# Clotenus
Clotenus was volgens de legende, zoals beschreven door Geoffrey van Monmouth, koning van Brittannië. Hij werd voorgegaan door koning Cledaucus en werd opgevolgd door zijn zoon Gurgintius. Clotenus regeerde van 207 v.Chr. - 201 v.Chr.